# آکا (داغستان)
آکا (به لاتین: Akka) یک منطقهٔ مسکونی در روسیه است که در داغستان واقع شده‌است.